# Šyrjajevský rajón
Šyrjajevský rajón (ukrajinsky Ширяївський район) v Oděské oblasti na Ukrajině. Hlavním městem bylo Šyrjajeve a rajón měl přibližně 26 tisíc obyvatel. Rajónem protékala řeka Velký Kujalnik. 

## Sídla v rajónu
- Šyrjajeve